# Vamos a la discoteca
«Vamos a la discoteca» es una canción del género eurodance del grupo musical Paradisio. Fue lanzada en abril de 1997 como el tercer sencillo de su álbum homónimo. Alcanzó el top 10 en Finlandia, Italia, Noruega, y Suecia, y alcanzó el top 20 en Bélgica y Francia.

## Vídeo musical
El video musical fue filmado en la isla de las Bahamas.

## Canciones

### CD maxisencillo
Europa (1997)
1. «Vamos a la Discoteca» (Holiday Party Remix) - 6:02
2. «Vamos a la Discoteca» (Rio Club Remix) - 6:13
3. «Vamos a la Discoteca» (Original Club Extended Mix) - 8:53
4. «Vamos a la Discoteca» (Hypnotyka Sun Remix) - 5:38
5. «Vamos a la Discoteca» (Video Edit Mix) - 3:53

## Listas
| Listas (1997)                       | Mejor posición |
| ----------------------------------- | -------------- |
| Bélgica (Ultratop 50 Flandre)       | 20             |
| Bélgica (Ultratop 40 Wallonie)      | 18             |
| Finlandia (Suomen virallinen lista) | 3              |
| Francia (SNEP)                      | 18             |
| Italia (FIMI)                       | 9              |
| Noruega (VG-lista)                  | 6              |
| Suecia (Sverigetopplistan)          | 3              |

| Listas (1997)                  | Posición |
| ------------------------------ | -------- |
| Bélgica (Ultratop 50 Flandre)  | 87       |
| Bélgica (Ultratop 40 Wallonie) | 93       |
| Italia (FIMI)                  | 57       |